# 纯池镇
纯池镇，是中华人民共和国福建省宁德市周宁县下辖的一个乡镇级行政单位。

## 行政区划
纯池镇下辖以下地区：
纯池村、祖龙村、溪尾村、禾溪村、桃坑村、桃园村、前溪村、林源村、莲地村、底源村、西山村、三门桥村、庭洋中村、儒源村、福山村、豪阳村、后溪村和向阳村。

## 中国传统村落
2013年8月，禾溪村被评为第二批中国传统村落。